# Лупита Нионг'о
Лупита Амонди Нионг'о (на английски: Lupita Amondi Nyong'o) е кенийско-мексиканска актриса.

## Биография
Тя е дъщеря на кенийския политик Питър Анянг Нионг'о и е родена в Мексико, където баща ѝ преподава, а на едногодишна възраст се премества в Кения и израства там. Посещава колеж в Съединените щати и получава бакалавърска степен по кино и театър в Колежа Хампшър.
Нионг'о започва кариерата си в Холивуд като асистент продукция. През 2008 г. дебютира като актриса с късометражния филм „Източна река“, след което се връща в Кения, за да участва в телевизионния сериал „Шуга“ (2009 – 2012). През 2009 г. тя пише, продуцира и режисира документалния филм „В гените ми“ . Впоследствие записва магистърска степен по актьорско майсторство в Училището за драма на Йейлския университет. Скоро след дипломирането си получава първата си филмова рола – на Патси в биографичната историческа драма на Стив Маккуин „12 години в робство“ (2013), за която получава признанието на критиците и печели няколко награди, включително Оскар за най-добра поддържаща женска роля .
Нионг'о дебютира на Бродуей в ролята на осиротяла тийнейджърка в пиесата Eclipsed (2015), за която е номинирана за награда Тони за най-добра актриса в пиеса. През 2015 – 2019 г. участва в трилогията-продължение на „Междузвездни войни“, където дава основата за заснемане на движението на CGI героинята Маз Каната, а през 2016 г. дава гласа си за ролята на Ракша в „Книгата за джунглата“. Следващите значими роли в кариерата на Нионг'о са тази на Накиа във филма за супергерои „Черната пантера“ (2018 г.), част от Киновселената на Марвел, и главната ѝ роля във филма на ужасите „Ние“ на режисьора Джордан Пийл (2019 г.).
В личен план Нионг'о подкрепя съхранението на историческото наследство. Тя е изявен застъпник за превенция на сексуалния тормоз, работи за правата на жените и животните. През 2014 г. сп. „Пийпъл“ я обявява за най-красивата жена. Нионг'о е автор и на детската книга „Сулве“ (2019 г.), която се превръща в бестселър на „Ню Йорк Таймс“. Също през 2019 г. Нионг'о озвучавадокументалния сериал на Дискавъри Ченъл „Серенгети“, който ѝ носи номинация за праймтайм награда Еми за изключително озвучаване. През 2020 г. Нионг'о е обявена за една от 50-те най-влиятелни жени в Африка от сп. „Форбс“.

## Филмография

### Филми
| Година  | Заглавие                                              | Роля                    | Бележки           |
| ------- | ----------------------------------------------------- | ----------------------- | ----------------- |
| 2008 г. | Източна река                                          | F                       | Късометражен филм |
| 2013 г. | 12 години в робство                                   | Патси                   |                   |
| 2014 г. | Нон-стоп                                              | Гуен Лойд               |                   |
| 2015 г. | Междузвездни войни: Епизод VII - Силата се пробужда   | Маз Каната              |                   |
| 2016 г. | Книга за джунглата                                    | Ракша (глас)            |                   |
| 2016 г. | Кралицата на Катве                                    | Наку Хариет             |                   |
| 2017 г. | Междузвездни войни: Епизод VIII - Последните джедаи   | Маз Каната              |                   |
| 2018 г. | Черната пантера                                       | Накиа                   |                   |
| 2019 г. | Малки чудовища                                        | Госпожица Одри Каролайн |                   |
| 2019 г. | Ние                                                   | Аделаида Уилсън / Ред   |                   |
| 2019 г. | Междузвездни войни: Епизод IX - Възходът на Скайуокър | Маз Каната              |                   |
| 2022 г. | 355                                                   | Хадиджа                 | Пост продукция    |
| 2022 г. | Черната пантера: Уаканда завинаги                     | Накиа                   |                   |

### Телевизия
| Година         | Заглавие                              | Озвучавана роля   | Бележки                                       |
| -------------- | ------------------------------------- | ----------------- | --------------------------------------------- |
| 2009 – 2012    | Шуга                                  | Айра              | 5 епизода                                     |
| 2017 – 2018 г. | Междузвездни войни: Силите на съдбата | Маз Каната (глас) | 32 епизода                                    |
| 2018 г.        | Междузвездни войни: Бунтовниците      | Маз Каната (глас) | Архивен запис; Епизод: „Свят между световете“ |
| 2019 г.        | Жени-воини с Лупита Ньонго            | Домакин           | Документален                                  |
| 2019 – досега  | Серенгети                             | Разказвач         | Документален                                  |
| 2021 г.        | Супер Сема                            | Sema              | Изпълнителен продуцент, глас (4 епизода)      |
| 2021 г.        | Кой си ти, Чарли Браун?               | Разказвач         | Документален                                  |

### Видео игри
| Година  | Заглавие                                    | Озвучавана роля | Бележки |
| ------- | ------------------------------------------- | --------------- | ------- |
| 2016 г. | Лего Междузвездни войни: Силата се пробужда | Маз Каната      |         |

### Театър
| Година  | Заглавие        | Роля     | Режисьор   | Театър               | Бележки                                                                                          |
| ------- | --------------- | -------- | ---------- | -------------------- | ------------------------------------------------------------------------------------------------ |
| 2015 г. | Затъмнено       | Момичето | Лизъл Томи | Общественият театър  | Извън Бродуей 29 септември 2015 г. – 29 ноември 2015 г.                                          |
| 2016 г. | Затъмнено       | Момичето | Лизъл Томи | Театър „Джон Голдън“ | Бродуей 23 февруари 2016 г. – 19 юни 2016 г.                                                     |
| 2021 г. | Ромео и Жулиета | Жулиета  | Сахим Али  | Общественият театър  | Извън Бродуей (радио) 18 март 2021 г. – 18 март 2022 г. Адаптация на Ромео и Жулиета (двуезична) |